# Малюк, Василий Васильевич
Василий Васильевич Малюк (укр. Василь Васильович Малюк; род. 28 февраля 1983, Коростышев, Украинская ССР, СССР) — украинский государственный и военный деятель. Глава СБУ с 7 февраля 2023. Член СНБО с 4 августа 2022. Кандидат юридических наук. Генерал-лейтенант (2024). Герой Украины (2025).

## Биография
В 2005 году окончил Национальную академию Службы безопасности Украины (специальность «Правоведение»).
С 2001 года — военная служба в органах государственной безопасности. За время службы в региональных управлениях СБУ занимал должности от оперуполномоченного до заместителя начальника управления — начальника отдела по борьбе с коррупцией и организованной преступностью.
В 2018 году баллотировался в Высший совет правосудия.
С января 2020 года по 13 марта 2020 года — первый заместитель начальника Главного управления по борьбе с коррупцией и организованной преступностью СБУ.
С 13 марта 2020 по 26 июля 2021 — первый заместитель председателя СБУ — начальник ГУ по борьбе с коррупцией и организованной преступностью Центрального управления СБУ.
16 февраля 2022 года распоряжением премьер-министра Украины назначен заместителем Министра внутренних дел.
3 марта 2022 года указом президента Украины назначен первым заместителем председателя Службы безопасности Украины.
25 марта 2022 присвоено звание бригадный генерал.
С 18 июля 2022 по 7 февраля 2023 — временно исполняющий обязанности председателя СБУ.
С 4 августа 2022 — член СНБО.
1 декабря 2022 года присвоено звание генерал-майор.
С 7 февраля 2023 года — председатель Службы безопасности Украины; Верховная рада поддержала назначение главой Службы безопасности Украины. Проект постановления № 8425 поддержали 324 депутата.

## Награды
- Герой Украины с вручением ордена Государства (8 мая 2025 года) — за личное мужество и героизм, проявленные в защите государственного суверенитета и территориальной целостности Украины, самоотверженное служение Украинскому народу[11]
- Орден «За мужество» III степени[12]
- Крест боевых заслуг[13]
- Награда президента Украины «За участие в антитеррористической операции» (за добросовестное отношение к исполнению служебных обязанностей в районе проведения антитеррористической операции)[12]
- Ведомственные награды СБУ